# Библиотека Эскориала

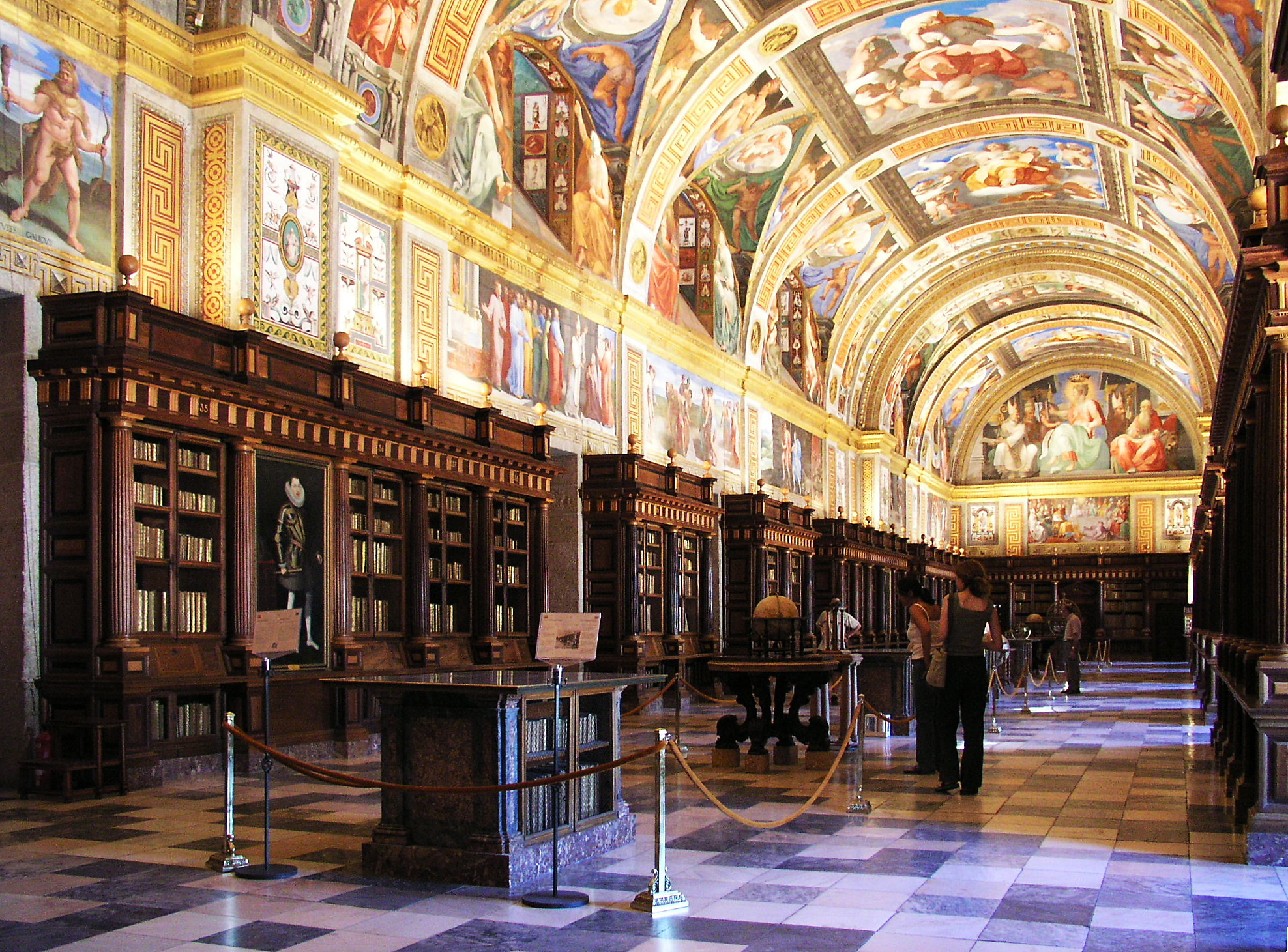
Интерьер библиотеки.

Королевская библиотека Эскориала (также известна как Эскуриаленсе и Ла Лауретина) — крупная испанская библиотека периода Возрождения, основанная королём Филиппом II; расположена в городе Сан-Лоренсо-де-Эль-Эскориаль, является частью дворцово-монастырского комплекса Эскориал.
Идея создать в Испании библиотеку появилась у Филиппа II ещё в 1556 году, но реализация проекта откладывалась из-за «постоянного брожения» при испанском дворе. В это время король постоянно общался с некоторыми из своих советников, в том числе с Паэсом де Кастро, приказывая им собирать книги для создания королевской библиотеки.
Первые книги для библиотеки начали поступать в 1565 году. Это были 42 экземпляра книг, уже имевшихся в королевском дворце.
Филипп II передал в дар библиотеке ценные монастырские кодексы, которыми тот владел, а для последующего обогащения коллекции приказал наполнять библиотеку самыми выдающимися произведениями как из Испании, так и из-за рубежа. Здание библиотеки было возведено по проекту архитектора Хуана де Эррера. Эррера также участвовал в декорировании книжных шкафов библиотеки. Библиотека расположена в большом зале, имеющем 54 м в длину, 9 м в ширину и 10 м в высоту, с мраморным полом, расписанным фресками потолком и декорированными шкафами из благородной древесины.
Ариас Монтано составил первый каталог библиотеки и пожертвовал для неё несколько ценных произведений. На тот момент в ней имелось более чем 40000 кодексов большой исторической ценности. В 1616 году ему была предоставлена привилегия получать копию любого из имеющихся в библиотеке произведений, хотя он никогда ей не пользовался.